# فلاديمير ماشكوف
فلاديمير ماشكوف (بالروسية: Владимир Львович Машков)‏ (بالروسية:Влади́мир Льво́вич) (بالإنجليزية:Vladimir Lvovich Mashkov) ، ممثل روسي معروف، من مواليد 27 نوفمبر 1963 ، وشارك في عدة أفلام ومنها فيلم الأمريكي : المهمة المستحيلة - شبح البروتوكول، وفيلم الروسي بابا .

## وصلات خارجية
- فلاديمير ماشكوف على موقع IMDb (الإنجليزية)
- فلاديمير ماشكوف على موقع ميتاكريتيك (الإنجليزية)
- فلاديمير ماشكوف على موقع قاعدة بيانات الأفلام العربية
- فلاديمير ماشكوف على موقع ألو سيني (الفرنسية)
- فلاديمير ماشكوف على موقع ألو سيني (الفرنسية)
- فلاديمير ماشكوف على موقع تيرنر كلاسيك موفيز (الإنجليزية)
- فلاديمير ماشكوف على موقع أول موفي (الإنجليزية)
- فلاديمير ماشكوف على موقع قاعدة بيانات الأفلام السويدية (السويدية)
- فلاديمير ماشكوف على موقع قاعدة بيانات الفيلم (الإنجليزية)
- فلاديمير ماشكوف على موقع ليتربوكسد (الإنجليزية)